# عقدية دموية
العِقْدِيَّةُ الدَّمويَّة (باللاتينية: Streptococcus sanguinis، وكانت تُسمى Streptococcus sanguis) نوع من البكتيريا اللاهوائية المُخيَّرة موجبة الغرام ومن في مجموعة العقيدات المخضرة.